# Unione Sportiva Cremonese 1997-1998
Questa pagina raccoglie le informazioni riguardanti l'Unione Sportiva Cremonese nelle competizioni ufficiali della stagione 1997-1998.

## Stagione
Nella stagione 1997-1998 la Cremonese disputa il girone A del campionato di Serie C1, arriva seconda con 59 punti, alle spalle del Cesena, che è stato promosso direttamente in Serie B, mentre la Cremonese ha giocato e vinto i play off, contro Lumezzane e Livorno. Dopo essere discesa in Serie C, la Cremonese ha rinnovato a fondo la squadra. L'allenatore scelto per il rilancio è Giampiero Marini, uno dei campioni del mondo di Spagna 1982. L'inizio del campionato dei grigiorossi è però incerto, poi si riprende, chiudendo il girone di andata al terzo posto, dietro al lanciatissimo Livorno, capace di nove vittorie di fila, ed il Cesena. Nel girone di ritorno il Livorno viene penalizzato dalla CAF con 4 punti, per un illecito nella gara del 25 gennaio con il Montevarchi, e rallenta anche la sua corsa, Ne approfitta il Cesena, che vince il torneo e sale in Serie B direttamente. La Cremonese diventa seconda, con la penalità inflitta ai toscani, supera nella doppia semifinale playoff il Lumezzane, e nella finale in gara unica, proprio il Livorno, battuto a Perugia il 14 giugno, in un Renato Curi stracolmo di livornesi, (0-1) con una rete di Simone Guarneri al minuto 117, cioè il 27º minuto dei tempi supplementari, ottenendo così l'immediato ritorno in Serie B. Nella Coppa Italia i grigiorossi fuori già nel primo turno, eliminati dal Ravenna.

## Rosa
| N. |                   | Ruolo | Calciatore        |
| -- | ----------------- | ----- | ----------------- |
|    | Italia (bandiera) | C     | Marcello Albino   |
|    | Italia (bandiera) | D     | Riccardo Castagna |
|    | Italia (bandiera) | D     | Paolo Castellini  |
|    | Italia (bandiera) | C     | Tarcisio Catanese |
|    | Italia (bandiera) | C     | Mattia Collauto   |
|    | Italia (bandiera) | D     | Luca Compagnon    |
|    | Italia (bandiera) | C     | Cristian Forlani  |
|    | Italia (bandiera) | D     | Roberto Galletti  |
|    | Italia (bandiera) | A     | Denis Godeas      |
|    | Italia (bandiera) | D     | Luigi Gualco      |
|    | Italia (bandiera) | C     | Simone Guarneri   |

| N. |                   | Ruolo | Calciatore       |
| -- | ----------------- | ----- | ---------------- |
|    | Italia (bandiera) | A     | Roberto Manfredi |
|    | Italia (bandiera) | D     | Giuseppe Minaudo |
|    | Italia (bandiera) | A     | Walter Mirabelli |
|    | Italia (bandiera) | D     | Paolo Mozzini    |
|    | Italia (bandiera) | D     | Marco Pedretti   |
|    | Italia (bandiera) | C     | Vanni Pessotto   |
|    | Italia (bandiera) | P     | Stefano Razzetti |
|    | Italia (bandiera) | C     | Matteo Serafini  |
|    | Italia (bandiera) | A     | Simone Spinelli  |
|    | Italia (bandiera) | C     | Marco Steffani   |
|    | Italia (bandiera) | D     | Massimo Valzelli |

## Risultati

### Campionato

#### Girone di andata
| Arbitro: | Manari (Teramo) |

|  |           |            |
|  | Marcatori | 46’ Albino |

| Arbitro: | Soffritti (Pescara) |

|                          |           |           |
| Albino 29’ Mirabelli 49’ | Marcatori | 41’ Taldo |

| Arbitro: | Strocchia (Nola) |

|                                          |           |                                |
| M. Veronese 27’, 32’ Schiavon 63’ (rig.) | Marcatori | 16’ Godeas 54’ (rig.) Catanese |

| Arbitro: | Bertini (Arezzo) |

|                          |           |  |
| Godeas 43’ Mirabelli 70’ | Marcatori |  |

| Arbitro: | Zaltron (Bassano del Grappa) |

|                 |           |                          |
| Zago 75’ (rig.) | Marcatori | 52’ Gualco 60’ Mirabelli |

| Arbitro: | Calstellani (Verona) |

|            |           |                        |
| Godeas 68’ | Marcatori | 4’ Bonaldi 31’ Nardini |

| Arbitro: | Pascariello (Lecce) |

|             |           |              |
| Bonazzi 37’ | Marcatori | 24’ Serafini |

| Arbitro: | Cicoianni (Ascoli Piceno) |

|              |           |                |
| Collauto 30’ | Marcatori | 72’ G. Ferrari |

| Arbitro: | Urbano (Carbonia) |

|               |           |                 |
| Del Piano 84’ | Marcatori | 59’, 75’ Godeas |

| Arbitro: | Boreli (Roma) |

|            |           |                   |
| Mobili 45’ | Marcatori | 2’, 73’ Mirabelli |

| Arbitro: | Ambrosino (Torre del Greco) |

|              |           |  |
| Catanese 89’ | Marcatori |  |

| Arbitro: | Manari (Teramo) |

|             |           |               |
| Rivalta 41’ | Marcatori | 30’ Mirabelli |

| Arbitro: | Pirrone (Messina) |

|               |           |  |
| Mirabelli 47’ | Marcatori |  |

| Arbitro: | Pascariello (Lecce) |

|                          |           |             |
| Pessotto 1’ Catanese 31’ | Marcatori | 45’ Cecconi |

| Arbitro: | N. Ayroldi (Molfetta) |

|            |           |                            |
| Grabbi 86’ | Marcatori | 17’ Collauto 47’ Mirabelli |

| Arbitro: | Sciamanna (Ascoli Piceno) |

|                                 |           |               |
| Albino 30’ (rig.) Mirabelli 76’ | Marcatori | 70’ Cimarelli |

| Arbitro: | Cossero (Udine) |

|             |           |  |
| Fantini 53’ | Marcatori |  |

#### Girone di ritorno
| Cremona 18 gennaio 1998 18ª giornata | Cremonese         | 0 – 0 | Carrarese | Stadio Giovanni Zini\| Arbitro: \| Cassarà (Palermo) \| |
| Arbitro:                             | Cassarà (Palermo) |       |           |                                                         |

| Lumezzane 25 gennaio 1998 19ª giornata | Lumezzane                   | 0 – 0 | Cremonese | Nuovo Stadio Comunale\| Arbitro: \| Ingenito (Nocera Inferiore) \| |
| Arbitro:                               | Ingenito (Nocera Inferiore) |       |           |                                                                    |

| Arbitro: | Mariani (Cremona) |

|                   |           |           |
| Mirabelli 5’, 62’ | Marcatori | 70’ Mauro |

| Arbitro: | N. Ayroldi (Molfetta) |

|               |           |  |
| Ricchiuti 61’ | Marcatori |  |

| Cremona 15 febbraio 1998 22ª giornata | Cremonese        | 0 – 0 | Saronno | Stadio Giovanni Zini\| Arbitro: \| Strocchia (Nola) \| |
| Arbitro:                              | Strocchia (Nola) |       |         |                                                        |

| Arbitro: | Castellani (Verona) |

|                          |           |               |
| Vincioni 63’ Nardini 73’ | Marcatori | 27’ Mirabelli |

| Arbitro: | Fausti (Milano) |

|                                  |           |                                |
| Archetti 9’ (aut.) Mirabelli 74’ | Marcatori | 51’ Bonazzi 81’ (rig.) Saudati |

| Arbitro: | Esposito (Trapani) |

|                             |           |               |
| Romualdi 43’ Memmo 45’, 77’ | Marcatori | 84’ Mirabelli |

| Arbitro: | D'Agostini (Frosinone) |

|            |           |  |
| Gualco 78’ | Marcatori |  |

| Arbitro: | Cavallaro (Legnago) |

|                    |           |                          |
| Mirabelli 47’, 90’ | Marcatori | 45’ Masini 70’ D'Ainzara |

| Arbitro: | Pirrone (Messina) |

|            |           |                                   |
| Perugi 67’ | Marcatori | 32’ Collauto 61’ (rig.) Mirabelli |

| Arbitro: | Urbano (Carbonia) |

|              |           |               |
| Manfredi 79’ | Marcatori | 41’ Comandini |

| Arbitro: | N. Ayroldi (Molfetta) |

|              |           |                                        |
| Micciola 74’ | Marcatori | 24’ Manfredi 83’ Galletti 90’ Guarneri |

| Como 26 aprile 1998 31ª giornata | Como           | 0 – 0 | Cremonese | Stadio Giuseppe Sinigaglia\| Arbitro: \| Pieri (Genova) \| |
| Arbitro:                         | Pieri (Genova) |       |           |                                                            |

| Arbitro: | Lombardi (Lanciano) |

|  |           |              |
|  | Marcatori | 49’ Mandelli |

| Montevarchi 10 maggio 1998 33ª giornata | Montevarchi             | 0 – 0 | Cremonese | Stadio Brilli-Peri\| Arbitro: \| Campofiorito (Chiavari) \| |
| Arbitro:                                | Campofiorito (Chiavari) |       |           |                                                             |

| Arbitro: | Lion (Padova) |

|              |           |  |
| Guarneri 83’ | Marcatori |  |

### Playoff
| Arbitro: | Zaltron (Bassano del Grappa) |

|           |           |                           |
| Botti 51’ | Marcatori | 42’ Guarneri 88’ Manfredi |

| Arbitro: | Pirrone (Messina) |

|  |           |           |
|  | Marcatori | 58’ Taldo |

| Arbitro: | Gabriele (Frosinone) |

|  |           |               |
|  | Marcatori | 117’ Guarneri |

## Coppa Italia
| Arbitro: | Rosetti (Torino) |

|  |           |                      |
|  | Marcatori | 63’ (rig.) D'Aloisio |

| Arbitro: | Sputore (Vasto) |

|                                                   |           |              |
| Francioso 2’, 66’ Masitto 45’ Catanese 59’ (aut.) | Marcatori | 49’ Castagna |